# Elezioni parlamentari in Algeria del 1964
Le elezioni parlamentari in Algeria del 1964 si sono tenute il 20 settembre. All'epoca il paese possedeva un sistema politico monopartitico, con il Fronte di Liberazione Nazionale come unico partito legale.

## Risultati
| Liste                           | Voti      | %     | Seggi |
| ------------------------------- | --------- | ----- | ----- |
| Fronte di Liberazione Nazionale | 4.493.416 | 87,00 |       |
| Contro                          | 671.430   | 13,00 |       |
| Totale                          | 5.164.846 |       |       |
| Schede bianche/nulle            | 12.785    |       |       |
| Votanti                         | 5.177.631 | 84,99 |       |
| Elettori                        | 6.091.991 |       |       |